# طولونیان

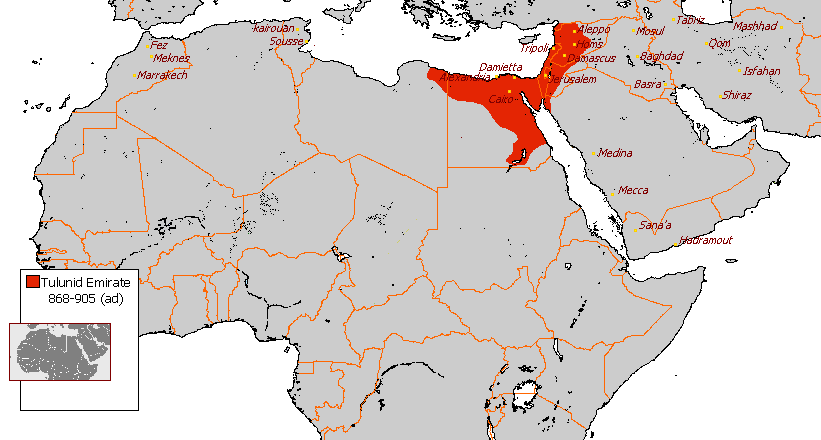
بیشترین گستره سرزمین طولونیان در زمان أحمد بن طولون

طولونیان دودمانی از تُرکان مسلمان شده بودند که از سال ۸۶۸ تا ۹۰۵ میلادی به عنوان اولین سلسله محلی به‌طور مستقل از خلافت عباسی در بغداد، از سال ۸۶۸ تا ۹۰۵ در مصر، شام حکمرانی کردند. بنیانگذار این سلسله، احمد بن طولون بود که اصالتی تُرک داشت، و در سال ۸۶۸ به عنوان فرماندار وارد مصر شد و بلافاصله (۸۶۸–۸۷۲) با سازماندهی ارتش مستقل مصر و تأمین مدیریت خزانه‌های مصر و سوریه، یک پایگاه نظامی و مالی در آن ایجاد کرد. پرداخت ناچیز خراج در سال ۸۷۷ نیروهای خلیفه عباسی را علیه او برانگیخت، اما احمد با حمله به سوریه و اشغال آن، موقعیت خود را حفظ کرد. در طول حکومت وی، استانها از نظر کشاورزی توسعه یافتند، تجارت و صنعت مورد تشویق قرار گرفت و سنتهای هنری عباسیان بغداد و صومعه به اسلام غربی وارد شد. یک برنامه ساختمان سازی و معماری عمومی آغاز شد که طی آن شهر القطائع (پایتخت طولونیان)، و مسجد بزرگ احمد بن طولون در قاهره ساخته شد. این مسجد که از مسجد جامع متوکل در سامرا الگوبرداری شده، از آجر و گچ ساخته شده‌است، مصالحی که قبلاً در معماری مصر به ندرت مورد استفاده قرار می‌گرفت اما در عراق بسیار مورد استفاده بود.

پایتخت این فرمانروایی شهر فسطاط بود. بنیانگذار این دودمان طولون نام داشت و از سربازان ترک در لشکر عباسیان بود. نوح بن اسد، فرمانروای سامانی سمرقند، طولون را که یکی از مملوکهای خود بود به خلیفه مأمون بخشید. طولون در لشکر عباسی به پایه‌های بالا رسید تا این که سرکرده نگهبانان ویژه خلیفه عباسی در بغداد شد. پسر او احمد (۸۶۸–۸۸۴. م) در سال ۸۵۴. م این مقام را به ارث برد. پسر احمد خمارویه نام داشت که نامی ایرانی است. 

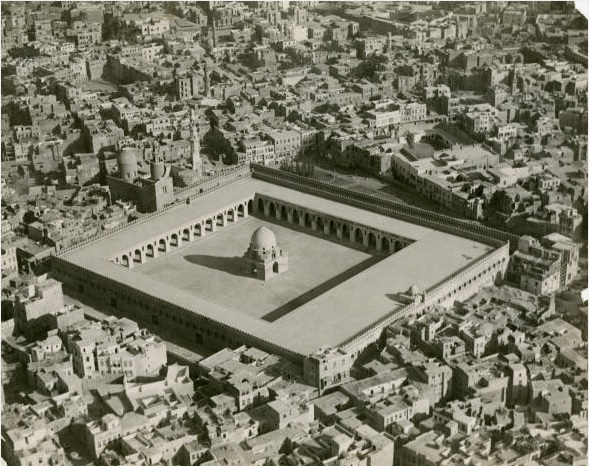
مسجد أحمد بن طولون، مصر، قاهره

## فرمانروایان طولونی
|   | فرمانروا                                    | زندگی      | دوره فرمانروایی |
| - | ------------------------------------------- | ---------- | --------------- |
| ۱ | أحمد بن طولون                               | .... -۸۸۴  | ۸۶۸–۸۸۴         |
| ۲ | أبو الجیش خمارویة بن أحمد                   | .... -۸۹۶  | ۸۸۴–۸۹۶         |
| ۳ | أبو العساکر جیش بن خمارویة بن أحمد بن طولون | .... -۸۹۶  | ۸۹۶–۸۹۶         |
| ۴ | هارون بن خمارویة بن أحمد                    | .... -۹۰۴  | ۸۹۶–۹۰۴         |
| ۵ | أبو المناقب شیبان أحمد بن طولون             | .... -.... | ۹۰۴–۹۰۴         |